# Southwark
Southwark

Vist i Greater London
| Status                | Bydel i London |
| Areal:                | 28,85 km²      |
| Befolkning:           | 251.307 (2002) |
| Befolkningstæthed:    | 8711 pr. km²   |
| ONS-kode:             | 00BE           |
| Adm. center:          | Camberwell     |
| Adm. grevskab:        | Greater London |
| Ceremonielt grevskab: | Greater London |
|                       |                |
| Region:               | Greater London |
|                       |                |

Southwark (officielt: London Borough of Southwark) er en bydel i London. Den ligger på sydsiden af Themsen, og grænser mod City of London og Tower Hamlets mod nord, og Lambeth og Lewisham i syd.
Navnet opstod som navn på et område lige syd for London Bridge. Det har været beboet siden romersk tid, og fik navnet i det 9. århundrede.
Distriktet blev oprettet i 1965 ved at kredsene Southwark, Camberwell og Bermondsey blev slået sammen.
Der ligger to katedraler i Southwark: Den anglikanske Southwark Cathedral og den katolske St. George's Cathedral.

## Steder i Southwark
- Bankside
- Bermondsey
- Camberwell
- Dulwich
- East Dulwich
- Elephant and Castle
- Herne Hill east of Herne Hill station
- Newington
- Nunhead
- Peckham
- Rotherhithe
- Southwark (også kaldt The Borough)
- Surrey Quays
- Walworth
- West Dulwich

51°30′12″N 0°04′50″V / 51.5033°N 0.0806°V